# Karl Pajusalu

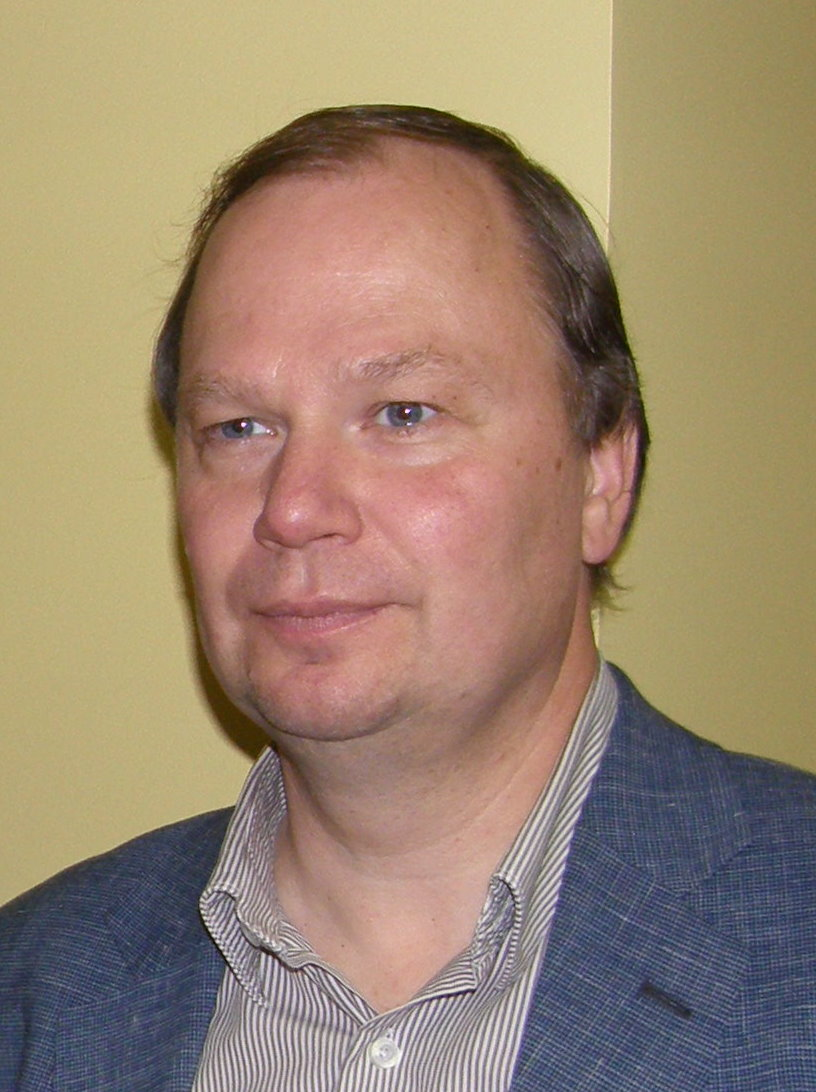
Karl Pajusalu 2011

Karl Pajusalu (* 20. Juni 1963 in Pärnu) ist ein estnischer Sprachwissenschaftler und Mitglied der Estnischen Akademie der Wissenschaften.

## Leben
Karl Pajusalu machte 1981 in Pärnu Abitur und schloss 1986 das Studium der Estnischen Philologie an der Universität Tartu ab. 1992 machte er an derselben Universität seinen Magister, anschließend absolvierte er eine Doktorausbildung an der Universität Turku, die er 1996 mit der Promotion zum Dr. phil. abschloss. Nach einigen Jahren als Dozent an der Universität Tartu wurde er 2000 zum Professor für Geschichte und Dialekte der estnischen Sprache an derselben Universität berufen.
Karl Pajusalu ist verheiratet mit der estnischen Sprachwissenschaftlerin Renate Pajusalu, das Paar hat drei Kinder.

## Werk
Pajusalus Forschungsschwerpunkt liegt auf den estnischen Dialekten, zu deren morphologischen Variationen er auch seine Doktorarbeit verfasste. Damit war Pajusalu einer der ersten, der die Methode der soziolinguistischen Variantenforschung in Estland anwandte. Einen zweiten Forschungsschwerpunkt bildete später die Phonetik, wo er zahlreiche Projekte – auch zu anderen finnougrischen Sprachen – betreute.
Ferner ist Pajusalu einer der wichtigsten und fruchtbarsten Erforscher des Livischen. Neben zahlreichen Untersuchungen und Editionen zu dieser 2013 ausgestorbenen Sprache hat auch unter dem Pseudonym Ķempi Kārl sogar Dichtungen in einem bereits im 19. Jahrhundert ausgestorbenen Dialekt abgefasst.

## Auszeichnungen
- 1997 Wissenschaftspreis der Republik Estland
- 2011 Mitglied der Estnischen Akademie der Wissenschaften
- 2015 Korrespondierendes Mitglied der Lettischen Akademie der Wissenschaften
- 2015 Orden des weißen Sterns, III. Klasse
- 2016 Ehrendoktor der Universität Lettlands

## Schriften (Auswahl)

### Monografien
- Multiple Linguistic Contacts in South Estonian: Variation of Verb Inflection in Karksi. Turku: Turun Yliopisto 1996. 386 S.
- (gemeinsam mit Tiit Hennoste, Ellen Niit, Peeter Päll, Jüri Viikberg): Eesti murded ja kohanimed. Tallinn: Eesti keele sihtasutus 2002, ²2009. 320 S.
- (gemeinsam mit Merike Parve), Pire Teras, Sulev Iva: Võru vokaalid I. Tartu: Tartu Ülikool 2000. 105 S.
- (gemeinsam mit Pire Teras) (Hgg.) Lõunaeesti häälikud II. Tartu Tartu Ülikool 2003. 156 S.
- Salis-Livisch I. J.A. Sjögrens Manuskript. Ediert, glossiert und übersetzt von Eberhard Winkler und Karl Pajusalu. Wiesbaden: Harrassowitz-Verlag 2016. 392 S. (Veröffentlichungen der Societas Uralo-Altaica Bd. 88)
- Salis-Livisch II. Grammatik und Wörterverzeichnis. Mit einem Anhang zu den salis-livischen Sprichwörtern. Auf der Grundlage von J.A. Sjögrens Sprachmaterialien verfasst von Eberhard Winkler und Karl Pajusalu. Wiesbaden: Harrassowitz-Verlag 2018. 403 S. (Veröffentlichungen der Societas Uralo-Altaica Bd. 89)

### Artikel
- Regional and Social Varieties of Estonian, in: Ural-Altaische Jahrbücher 64, 1992, S. 23–34.
- Kas väliseesti keel on olemas?, in: Keel ja Kirjandus 4/1998, S. 286–288.
- Eesti keele kujunemisjärgud ja sotsioperioodid, in: Keel ja Kirjandus 3/2000, S. 153–160.
- (gemeinsam mit Arvo Krikmann, Eberhard Winkler): Lexical Relations between Salaca Livonian and Estonian Dialects, in: Linguistica Uralica 2009, S. 283–298.
- (gemeinsam mit Renate Pajusalu): The conditional in everyday Estonian: its form and functions, in: Linguistica Uralica 2004, S. 257–269.
- Die südestnischen Schriftsprachen und ihr dialektaler Hintergrund, in: Ural-Altaische Jahrbücher. Neue Folge 20, 2006, S. 86–100.
- Eesti fonoloogia teisenemised Keeles ja Kirjanduses, in: Keel ja Kirjandus 1/2008, S. 16–27.
- The reforming of the Southern Finnic language area, in: The Quasquicentennial of the Finno-Ugrian Society. Helsinki: Suomalais-ugrilainen seura 2009, S. 95–107.
- Eesti keele sõnaprosoodia lõuna-läänemeresoome taustal, in: Keel ja Kirjandus 8-9/2014, S. 575–589.